# Elmano Soares
Elmano Soares (Santos, 1894 — Três Lagoas, 4 de setembro de 1938) foi um jornalista, poeta e político brasileiro.

## Biografia
Filho de Joaquim Soares, transferiu-se para a cidade de Três Lagoas no ano de 1916. Esposo de Lídia Soares; não tiveram descendência.[carece de fontes?]
Dono de personalidade forte e de caráter íntegro, seu sonho era de possuir seu próprio jornal. Assim, em 10 de outubro de 1920, com Bernardo de Oliveira Bicca, editou o primeiro número da Gazeta do Comércio. Elmano Soares desempenhava a função de redator-chefe, tendo feito desse órgão de imprensa, publicado semanalmente, um dos mais conceituados da região do leste do sul matogrossense e do oeste paulista.[carece de fontes?]
Devido a seu temperamento e a sua dura maneira de escrever, foi muitas vezes perseguido políticamente, tendo de se distanciar do trabalho e do lar algumas vezes por esse motivo.[carece de fontes?]
Foi um dos fundadores da Associação de Imprensa Matogrossense.[carece de fontes?]
Rosário Congro, outro poeta treslagoense, assim se expressou sobre a morte de Soares: "Elmano não deixou ouro nos bancos, mas pérolas, muitas pérolas que são os seus decassílabos. Rude e áspero na polêmica, ele também perlustrava o Parnaso, sabendo sentir as incomparáveis belezas da poesia. (…) Alheio a escolas ou correntes, não era simbolista à maneira do bardo negro, nem parnasiano ou condoreiro, como Olavo Bilac ou Castro Alves, mas fundia os seus bonitos versos com bronze do seu sentimentalismo livre e esvoaçante."[carece de fontes?]
Quando de seu falecimento precoce aos quarenta e quatro anos de idade, deixou cem poemas e sonetos escritos. Sonhava em publicá-los em forma de poemas reunidos sob o nome de "Cinzas," mas isso nunca se concretizou.[carece de fontes?]
Com ele, pôs-se fim ao estilo que dera à Gazeta do Comércio e a um capítulo da história de Três Lagoas. O jornal posteriormente pertenceu a Júlio Mário Abott de Castro Pinto.[carece de fontes?]
Foi patrono da cadeira de número 29 da Academia Sul-Mato-Grossense de Letras.